# Чуїтинаміт
Чуїтинаміт (ісп. Chuitinamit) — старовинне місто цивілізації мая, в межах муніципалітету Сант'яго Атітлан (Солола, Гватемала). Назва перекладається як «Квітка народів».

## Історія
Було відоме також як Чия. Засновано племенем мая-цутухіль у 1400 році. Невдовзі навколо Чуїтинаміт утворилася держава цутухілей. Іншими містами цутухілей були Чакая, Пачавах, Шікомук, Чехію і Толіман. На чолі держави стояв володар, що звався а'цікінахай («володар з дому птаха»). Протягом 1410-1470-х років вели тривалі війні з державами кіче та какчикелей. Останні захопили північне узбережжя озера Атітлан, північне-західне — кіче на чолі ахпопом (царем) К'ікабом. При цьому цутухілі вимушені були визнати зверхність кіче, разом з тим Чуїтинаміт під час цих воєн не постраждав.
У 1475 році цутухілі скинули владу кіче. Надалі активно боролися проти спроб себе поневолити в союзі з какчикелей та Кускатланом. З часом відносини з останніми також погіршилися. У квітні 1524 року проти цутухілей виступили іспанські конкістадори на чолі із Педро де Альварадо при підтримці військ какчикелей. Після поразок біля озера Атітлан цутухілі визнали зверхність Іспанії. Надалі Чуїтинаміт було перенесено далі уздовж височини й перейменовано на Сант'яго Атітлан.

## Опис
Розташовувався біля озера Атітлан, на вершині гірської височини на висоті 1560 м над рівнем моря гори Чухуюп, трохи північніше сучасного міста Сант'яго Атітлан. Наприкінці існування міста у фактичну околицю перетворилося невеличке місто, що знаходилося поблизу — Чо'ку'мук (було залишено у 1548 році).
Загальна площа становить 2 га. Було зведено у стилі Центральної Мексики, мало багато запозичень від тольтеків. Складається з 2 площ, піраміди з храмом, декількох храмів, 30 інших будов.
Церемоніальний центр (тинаміт) міста розташовувався у верхній частині. Він також виконував функцію адміністративного центру. Навколо головної площі розташовувалися храм з пірамідою та палаци володарів, трохи далі житла родин царів. Головна площа була захищено стіною, доступ туди мали знать, простолюдини лише у свята й під час важливих церемоній. Піраміду з храмом мая використовували для астрономічних досліджень. На озері Ататліан правителі та представники знаті здійснювали ритуальні кровопускання.
У нижній частині, біля озера, розташовувався житловий комплекс (амак), де знайдені рештки знаті та деякі храми. Тут знайдені численні різьблені фігури, зроблені у стилі післякласичного періоду, характерного для гірських районів мая.
Околиці місця представляли собою сільськогосподарські угіддя, які обробляли простолюдини-землероби. Їх осели стояли поруч.

## Історія досліджень
Найзначніші дослідження здійснюються починаючи з 1977 року археологами на чолі із Кеннетом Брауном з університету Ґ'юстона.